# Албрици (Падова)
Албрици (итал. Albrizzi) је насеље у Италији у округу Падова, региону Венето.
Према процени из 2011. у насељу је живело 27 становника. Насеље се налази на надморској висини од 1 м.